# مارک کولمن
مارک کولمن (انگلیسی: Mark Coleman؛ زادهٔ ۲۰ دسامبر ۱۹۶۴) کشتی‌گیر، ورزشکار هنرهای رزمی ترکیبی و کشتی‌گیر کشتی حرفه‌ای اهل ایالات متحده آمریکا است.